# Spirontocaris urupensis
Spirontocaris urupensis is een garnalensoort uit de familie van de Hippolytidae. De wetenschappelijke naam van de soort is voor het eerst geldig gepubliceerd in 1962 door Kobjakova.